# Dracoraptor
Dracoraptor és un gènere de dinosaure teròpode que va viure en el Juràssic inferior, fa 201 milions d'anys i que és el dinosaure més antic trobat al Regne Unit.
Les seves restes foren descobertes per dos germans, Nick i Rob Hanigan, al març del 2014 en una platja prop de Penarth, a Gal·les. Els científics de la Universitat de Portsmouth honraren el descobriment dels germans Hanigan incloent el seu cognom en el nom científic del teròpode, ja que les restes corresponen a un dels dinosaures del Juràssic més antics que s'han trobat mai.
Aquest exemplar, que era una cria, feia 0,67 m d'alçada i 1,89 m de llargada. Era un animal força àgil, ja que caminava a dues potes i feia servir la seva llarga cua per equilibrar-se. Els especialistes van concloure que aquest rèptil vivia a prop del mar, era homeoterm, menjava petits mamífers i/o insectes i estava recobert per plomes.